# Mijoux
Mijoux é uma comuna francesa na região administrativa de Auvérnia-Ródano-Alpes, no departamento de Ain.

## Demografia
Em 2006 Mijoux apresentava uma população de 376 habitantes, distribuídos por 662 lares.
| 1901 | 1906 | 1911 | 1921 | 1926 | 1931 | 1936 | 1946 | 1954 |
| ---- | ---- | ---- | ---- | ---- | ---- | ---- | ---- | ---- |
| -    | -    | 664  | 518  | 442  | 404  | 424  | 364  | 323  |

| 1962 | 1968 | 1975 | 1982 | 1990 | 1999 | 2006 | - | - |
| --- | ---- | ---- | ---- | ---- | ---- | ---- | - | - |
| 288 | 227  | 191  | 200  | 258  | 312  | 376  | - | - |
| Para os censos de 1962 a 2006 a população legal corresponde à popolução sem duplicidades, segundo define o INSEE. |      |      |      |      |      |      |   |   |